# Kuršinci
Kuršinci so naselje v Občini Ljutomer.